# Hydrophorus laticornis
Hydrophorus laticornis är en tvåvingeart som beskrevs av Becker 1922. Hydrophorus laticornis ingår i släktet Hydrophorus och familjen styltflugor. Inga underarter finns listade i Catalogue of Life.